# Гроскампенберг
Гроскампенберг (њем. Großkampenberg) општина је у њемачкој савезној држави Рајна-Палатинат. Једно је од 235 општинских средишта округа Ајфелкрајс Битбург-Прим. Према процјени из 2010. у општини је живјело 162 становника. Посједује регионалну шифру (AGS) 7232229.

## Географски и демографски подаци
Гроскампенберг се налази у савезној држави Рајна-Палатинат у округу Ајфелкрајс Битбург-Прим. Општина се налази на надморској висини од 525 метара. Површина општине износи 6,3 km². У самом мјесту је, према процјени из 2010. године, живјело 162 становника. Просјечна густина становништва износи 26 становника/km².